# Орден «За військові заслуги» (Баварія)

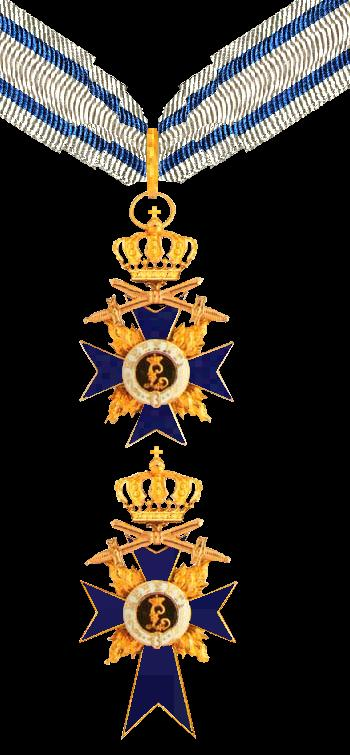
Орденський хрест 2-го Класу та Офіцерський хрест, обидва — з Короною та Мечами.

Орден «За військові заслуги» (нім. Militärverdienstorden) — орден, військова нагорода Баварського королівства. Був заснований 19 липня 1866 року королем Баварії Людвигом II для нагородження генералів та офіцерів за воєнні заслуги та відвагу на полі бою. Також міг надаватися цивільним особам, які своєю діяльністю сприяли військовим успіхам.
Нагорода стала другою в ієрархії військових орденів Баварії після Військового ордена Максиміліана Йозефа‎.

## Ступені
Протягом історії свого існування орден мав декілька ступенів (класів), зокрема під час системного перегляду орденських статутів баварських нагород у 1905 році було визначено шість ступенів військового ордена «За військові заслуги»:
- Великий хрест (Großkreuz) — носився на наплічній стрічці з нагрудною зіркою;
- 1-й Клас (1. Klasse) — хрест меншого розміру, носився на наплічній стрічці з нагрудною зіркою;
- 2-й Клас (2. Klasse) — хрест меншого розміру, носився на нашийній стрічці;
- Офіцерський хрест (Offizierskreuz) — хрест з подовженим нижнім промінєм, носився на лівому боці грудей унизу;
- 3-й Клас (3. Klasse) — хрест меншого розміру, носився на орденській стрічці на лівому боці грудей угорі;
- 4-й Клас (4. Klasse) — подібний до хреста 3-го Классу, носився на орденській стрічці на лівому боці грудей угорі.

Крім цих класів існувало декілька додаткових декоративних елементів («Мечі», «Корона» та «Зірка»), які присуджували разом з орденом та які надавали йому додаткового престижу у порівнянні з іншими орденами того ж класу. Зазвичай клас ордена визначався військовим чином нагороджуваної особи. На практиці під час Першої Світової війни існувала наступна відповідність класів ордена та військових звань його кавалерів:
- Великий хрест з Мечами (Großkreuz mit Schwertern) — фельдмаршали, генерал-полковники, генерали;
- 1-й Клас з Мечами (1. Klasse mit Schwertern) — генерали, іноді генерал-лейтенанти;
- 2-й Клас з Зіркою та Мечами (2. Klasse mit dem Stern und mit Schwertern) — генерал-лейтенанти, а також генерал-майори, які вже були нагороджені орденом аналогічного класу без Зірки;
- 2-й Клас з Мечами (2. Klasse mit Schwertern) — генерал-майори;
- Офіцерський хрест з Мечами (Offizierskreuz mit Schwertern) — полковники, деякі підполковники;
- 3-й Клас з Короною та Мечами (3. Klasse mit der Krone unde mit Schwertern) — полковники, підполковники;
- 3-й Клас з Мечами (3. Klasse mit Schwertern) — підполковники, майори;
- 4-й Клас з Короною та Мечами (4. Klasse mit der Krone unde mit Schwertern) — майори, капітани, а також деякі лейтенанти, попередньо нагороджені орденом цього класу без Корони;
- 4-й Клас з Мечами (4. Klasse mit Schwertern) — капітани, лейтенанти;

Усі нагородження цього періоду здійснювалися орденами «з Мечами», оскільки цей елемент свідчить про нагородження орденом під час ведення країною активних воєнних дій.

## Опис
Орденські хрести військового ордена «Завійськові  заслуги» суттєво розрізняються залежно від періоду нагородження та класу нагороди. Загальними є форма та колір нагороди — мальтійський хрест, вкритий емаллю синього кольору. По центру хреста розташований круглий медальйон, в центральній частині якого на чорному тлі нанесено вензель «L» (на честь засновника нагороди Людвига II), а по колу на білому тлі — напис «MERENTI» (лат. «Достойному»).
Зазвичай хрести носилися на орденській стрічці — наплічній, нашийній або такій, що кріпилася до мундиру за допомогою шпильки. Орденська стрічка нагороди — шовкова, муарова, білого кольору, по боках якої розташовані по дві смужки, широка сумжка синього кольору ближче до середини, та вузька смужка чорного кольору ближче до краю.
Крім цього існували ще два окремі різновиди орденської стрічки — для орденів, виданих у мирний час, а також для орденів, виданих вищим військовим посадовцям. У першому випадку на білій стрічці розміщувалися лише широкі сині смужки з кожного з боків; у другому — широкі чорні смужку з кожного з боків та широка синя смужка по центру.